# کالا گجران
کالا گجران (به انگلیسی: Kala Gujran) یک منطقهٔ مسکونی در پاکستان است که در ناحیه جهلم واقع شده‌است.